# Chesapeake Energy
Pour les articles homonymes, voir Chesapeake et CHK.
Chesapeake Energy (NYSE: CHK) est un producteur de gaz naturel américain et est actuellement le 3e plus grand producteur indépendant aux États-Unis. Le siège de cette société est à Oklahoma City en Oklahoma.
Chesapeake délivre du gaz naturel à plusieurs États tels que l'Oklahoma, le Texas, l'Arkansas, la Louisiane, le Kansas, le Colorado, le Dakota du Nord et le Nouveau-Mexique. 

## Histoire
Le nom provient de la baie de Chesapeake, qui est un endroit très apprécié du fondateur. 
En 2005, Chesapeake a ouvert une succursale au Texas, et travaille à son installation à Oklahoma City et en Arkansas[réf. nécessaire].
Avec l'acquisition en 2005 de la Columbia Natural Resources, LLC et certaines entités, il a atteint le bassin des Appalaches, premièrement en Virginie-Occidentale, puis l'est du Kentucky, l'est de l'Ohio et le sud de l'État de New York.
En février 2014, Chesapeake Energy annonce la scission de son activité de compression de gaz naturel.
En mars 2014, Chesapeake Energy annonce la scission ses services consacrés à l'industrie pétrolière pour créer une nouvelle entreprise qui prendra pour nom Seventy Seven Energy. En mai 2016, Chesapeake Energy annonce la vente de 470 millions de ses actifs présents en Oklahoma, notamment ceux du projet Stack, à Newfield Exploration.
En juillet 2018, Chesapeake Energy annonce la vente de ses activités de gaz naturel dans l'Ohio pour 2 milliards de dollars à Encino Acquisition Partners, un fonds d'investissement.
En octobre 2018, Chesapeake Energy annonce l'acquisition de WildHorse Resource Development pour 4 milliards de dollars.
Début 2020, l’entreprise fait face à une grave crise qui implique une dette de plusieurs centaines de millions de dollars. Le cours de sa bourse baisse fortement et laisse présager un dépôt de bilan.
Le 29 juin 2020, l'entreprise dépose le bilan et demande à être placée sous la protection du chapitre 11 de la loi sur les faillites aux États-Unis, après avoir enregistré une perte nette de 8 milliards de dollars au premier trimestre 2020 du fait de la chute de 30 % du prix du gaz,. En février 2021, Chesapeake Energy annonce sa sortie du chapitre 11 de la loi sur les faillites, avec une réduction de dette de 7,8 milliards de dollars transformée en actions,,. L'entreprise a également évoqué de nouveaux objectifs environnementaux comme la fin du torchage consistant à brûler le gaz résiduel issu de l'exploitation pétrolière, réagissant ainsi à la pression grandissante des actionnaires de compagnies énergétiques en général pour réduire les émissions de gaz à effet de serre.
En janvier 2024, Chesapeake Energy annonce la fusion de ses activités avec Southwestern Energy pour 7,4 milliards de dollars, les actionnaires de Chesapeake Energy ayant 60 % du nouvel ensemble et ceux de Southwestern Energy le restant,.